# Lipik
Lipik (tyska: Libegg) är en stad i Kroatien. Staden har 2 700 och kommunen 6 674 invånare (2001). Lipik ligger i Požega-Slavoniens län i landskapet Slavonien och är en kurort. Staden är framförallt känd för sina varma källor, produktion av mineralvatten och stuteri som föder upp Lippizzanerhästar.

## Orter i kommunen
Lipik utgör huvudorten i kommunen men samma namn. I kommunen finns förutom Lipik följande 25 orter: Antunovac, Bjelanovac, Brekinska, Brezine, Bujavica, Bukovčani, Dobrovac, Donji Čaglić, Filipovac, Gaj, Gornji Čaglić, Jagma, Japaga, Klisa, Korita, Kovačevac, Kukunjevac, Livađani, Marino Selo, Poljana, Ribnjaci, Skenderovci, Strižičevac, Subocka och Šeovica.

## Historia
Arkeologiska utgrävningar visar att området där Lipik idag ligger var bebott redan under romartiden. Romarna kände till de varma källornas hälsobringande effekter och lät uppföra termalbad i området. Först under medeltiden omnämns Lipik och dessa varma källor i skriven form. I ett dokument som framträdde 1517 beskriver den italienske franciskanermunken Giovanni da Capistrano Lipiks källor.
Lipik har under historiens gång haft olika härskare, däribland den kroatisk-ungerske kungen Mattias I och den kroatiske adelsmannen Nikola Šubić Zrinski. Från 1671 styrdes staden av det habsburgska kejserliga handelskompaniet. Därefter intogs staden av osmanerna men befriades åter 1691. 1728 förlänade den tysk-romerske kejsaren och kroatiske kungen Karl VI staden till baronen von Ibsen. Staden kom därefter att ha olika ägare, däribland baronen Ims, Franjo Trenk och Šandor de Slavnica innan den 1760 hamnade i familjen Jankovićs ägo.
Under 1800-talets första hälft lät greven Izidor Janković uppföra en ny badinrättning samt ett gästhus vid källorna och under de kommande årtiondena utvecklades staden allt mer till en kurort. Janković lät även uppföra ett stuteri i staden och lade därmed grunden till stadens långa hästavelstradition.
Under det kroatiska självständighetskriget 1991-1995 skadades staden mycket svårt och flera för staden tongivande byggnader förstördes, däribland Kursalon, hotel Lipik, stadens sjukhus och stuteri. Mycket är återbyggt eller inväntar renovering.

## Arkitektur och stadsbild
Byggnaden Kursalon projekterades av Gustav Rath och uppfördes 1893. Kursalon bär stildrag från nyrenässansen och i dess omedelbara närhet anlades promenadstråket Wandelbahn som liksom byggnaden skadades i det kroatiska självständighetskriget.
Lipiks stadspark sträcker sig över 10,4 ha och anlades under slutet av 1800-talet. 1965 fick parken status som minnesmärke.